# Lev Skrbenský z Hříště
Lev Skrbenský z Hříště (en allemand Lev Skrbenský Freiherr von Hříště), né le 12 juin 1863 à Hausdorf en margraviat de Moravie (qui appartient alors à l'Autriche) et mort le 24 décembre 1938 à Olmütz en Tchécoslovaquie, est un prélat de l'Église catholique, 29e archevêque de Prague et neuvième archevêque d'Olomouc. Il est créé cardinal au début du XXe siècle.

## Biographie
Sans en avoir la preuve, bien que des indices sérieux existent en ce sens, on s'est parfois demandé si Lev Skrbenský z Hříště n'était pas un enfant illégitime de la famille impériale des Habsbourg. Il fait ses études au lycée archiépiscopal de Kremsier puis, de 1882 à 1884, il étudie le droit à l'Université d'Innsbruck et, à partir de 1885, la théologie au prestigieux séminaire d'Olmütz. Suivent des études à l'Université pontificale grégorienne, à Rome qu'il quitte avec le titre de docteur en droit canon. 
Des considérations diplomatiques de la part du Vatican expliquent peut-être que Léon XIII le nomme archevêque de Prague en 1899. Deux ans plus tard, il est fait cardinal à l'âge de 37 ans. Depuis lors, personne n'a été élevé si jeune au cardinalat. Au cours des cent dernières années les plus jeunes ont été deux patriarches de Lisbonne : Manuel Gonçalves Cerejeira, qui reçoit la pourpre en 1929 à l'âge de 41 ans, et António Ribeiro, qui la reçoit en 1973 à l'âge de 44 ans. 
Il participe aux conclaves de 1903 et de 1914, et est transféré au prestigieux siège d'Olmütz en 1916, ce qui, de même que son élévation précoce à l'épiscopat et au cardinalat, conduit à de nouvelles spéculations sur des tractations entre le Vatican et l'empire des Habsbourg. Bien que peu après il ait commencé à éprouver des problèmes de santé chroniques, certains historiens prétendent que son absence au conclave de 1922 est due au désir du Vatican de prendre ses distances avec l'empire, qui venait de s'effondrer ; en fait c'est sa mauvaise santé qui en est la cause; elle l'empêche d'ailleurs de continuer à remplir ses devoirs d'archevêque. 
Bien qu'il restât valétudinaire, il s'en est fallu de peu qu'il vive assez longtemps pour voir le conclave de 1939. Il est resté le dernier des cardinaux vivants créés par Léon XIII (comme Luigi Oreglia di Santo Stefano a été le dernier survivant des cardinaux créés par Pie IX). Mgr Skrbenský z Hříště a encore vécu plus de huit ans après la mort de l'avant-dernier de ces survivants (son plus proche "concurrent" en quelque sorte), soit MgrVincenzo Vannutelli, mort en 1930.

## Distinctions
- Chevalier grand-croix de l'ordre de Saint-Étienne de Hongrie (1910)